# West Indies Cricket Team in England in der Saison 1963
Die Tour der West Indies Cricket Teams nach England in der Saison 1963 fand vom 3. Juni bis zum 26. August 1963 statt. Die internationale Cricket-Tour war Bestandteil der Internationalen Cricket-Saison 1963 und umfasste fünf Tests. Die West Indies gewannen die Serie 3–1.

## Vorgeschichte
Für beide Mannschaften war es die erste Tour der Saison.
Das letzte Aufeinandertreffen der beiden Mannschaften bei einer Tour fand in der Saison 1959/60 in den West Indies statt.

## Stadien
Die folgenden Stadien wurden für die Tour als Austragungsort vorgesehen.
| Stadion                     | Stadt      | Kapazität | Spiele  |
| --------------------------- | ---------- | --------- | ------- |
| Edgbaston Cricket Ground    | Birmingham | 24.803    | 3. Test |
| Headingley Stadium          | Leeds      | 17.000    | 4. Test |
| The Oval                    | London     | 23.500    | 5. Test |
| Lord’s Cricket Ground       | London     | 30.000    | 2. Test |
| Old Trafford Cricket Ground | Manchester | 19.000    | 1. Test |

## Kaderlisten
Die Mannschaften benannten die folgenden Kader.
| Test | Test |
| England | West Indies |
| --- | --- |
| - Ted Dexter (K) - David Allen - Keith Andrew (wk) - Ken Barrington - Brian Bolus - Brian Close - Chris Cowdrey - John Edrich - Tony Lock - Jim Parks (wk) - Peter Richardson - Derek Shackleton - Phil Sharpe - Brian Statham - Micky Stewart - Fred Titmus - Fred Trueman | - Frank Worrell (K) - Basil Butcher - Joey Carew - Lance Gibbs - Charlie Griffith - Wes Hall - Conrad Hunte - Rohan Kanhai - Easton McMorris - Deryck Murray (wk) - Willie Rodriguez - Garry Sobers - Joe Solomon |

## Tour Matches
Während der Tour bestritten die West Indies 29 Tour Matches.

## Tests

### Erster Test in Manchester
| 5. – 10. Juni Scorecard | Manchester | West Indies 501-6d (196) & 1-0 (0.1) | – | England 205 (90.3) & 296 (f/o) |
|                         |            | West Indies gewinnt mit 10 Wickets   |   |                                |

Die West Indies gewannen den Münzwurf und entschieden sich als Schlagmannschaft zu beginnen.

### Zweiter Test in London
| 20. – 24. Juni Scorecard | London (Lord’s) | West Indies 301 (133.2) & 229 (98) | – | England 297 (102) & 228-9 (91) |
|                          |                 | Remis                              |   |                                |

Die West Indies gewannen den Münzwurf und entschieden sich als Schlagmannschaft zu beginnen.

### Dritter Test in Birmingham
| 4. – 9. Juli Scorecard | Birmingham | England 216 (98.4) & 278-9d (105.2) | – | West Indies 186 (69) & 91 (34.3) |
|                        |            | England gewinnt mit 217 Runs        |   |                                  |

England gewann den Münzwurf und entschied sich als Schlagmannschaft zu beginnen.

### Vierter Test in Leeds
| 25. – 29. Juli Scorecard | Leeds | West Indies 397 (164.4) & 229 (67.1) | – | England 174 (54) & 231 (92.4) |
|                          |       | West Indies gewinnt mit 221 Runs     |   |                               |

Die West Indies gewannen den Münzwurf und entschieden sich als Schlagmannschaft zu beginnen.

### Fünfter Test in London
| 22. – 26. August Scorecard | London (Oval) | England 275 (102.2) & 223 (81)    | – | West Indies 246 (104.1) & 255-2 (95) |
|                            |               | West Indies gewinnt mit 8 Wickets |   |                                      |

England gewann den Münzwurf und entschied sich als Schlagmannschaft zu beginnen.